# Rainer Kirchmann
Rainer Kirchmann (* 3. Juni 1952 in Luckenwalde) ist ein deutscher Musiker, Sänger, Keyboarder, Komponist und Texter.

## Leben
Kirchmann interessierte sich schon sehr früh für Musik. Mit fünf Jahren präsentierte er bereits seine musikalischen Ambitionen bei Familienfeiern. Mit sechs Jahren bekam er sein eigenes Klavier und erhielt auf diesem seine erste musikalische Ausbildung. Mit 15 Jahren besuchte er in Ost-Berlin die Spezialschule für Musik, wo er sein Abitur absolvieren sollte, um danach Musik an der Hochschule für Musik „Hanns Eisler“ Berlin zu studieren.
1968 gründete er mit Internatskollegen seine erste Band. Nach der zehnten Klasse ging er zurück nach Luckenwalde und absolvierte dort eine Ausbildung als Werkzeugmacher mit Abitur. Im Oktober 1969 stieg er bei der Luckenwalder Band „Die Raben“ ein, nachdem der Keyboarder die Band verlassen hatte. Seinen ersten Fernsehauftritt hatte er 1970 bei Heinz Quermann in seiner Talentsendung Herzklopfen kostenlos. 1972 kam es innerhalb der Band „Die Raben“ zu einem Streit und die Band formierte sich in die Band „Impress“ um, mit dem Schlagzeuger Klaus Scharfschwerdt, der später bei den Puhdys einstieg. 1974 schloss er sich der Band „Progressiv“ an und er schrieb seinen ersten Song Das Telefon (Klammer/Kirchmann), gleichzeitig wurde er Berufsmusiker durch den Besuch der Spezialklasse an der Musikschule Friedrichshain. Dort traf er auf ein führendes Mitglied der Gruppe Prinzip, bei der er 1977 einstieg. 1980 ging Kirchmann zu Veronika Fischers Band 4 PS, da der Songschreiber und Keyboarder, Franz Bartzsch, nach einem Konzert in West-Berlin verblieben war.
1981 verblieb Veronika Fischer ebenfalls in der Bundesrepublik Deutschland, die Musiker von 4 PS:
- Jürgen Ehle (Gitarre),
- Frank Hille (Schlagzeug),
- Jäcki Reznicek (Bassgitarre) und
- Rainer Kirchmann (Keyboard) holten sich als Frontmann
- André Herzberg, den Sänger der Gaukler Rock Band, hinzu und gründeten 1981 „Pankow“.

Von Wolfgang Herzberg (alias Frauke Klauke), Andrés Bruder, stammten die Texte für das Rocktheaterstück Paule Panke, das den Alltag eines Lehrlings realistisch beschrieb. Pankow schrieb die Musik und inszenierte das Stück. 1982 kam es zu ersten Produktionen im Studio sowie zu einem Live-Mitschnitt des Rundfunks der DDR von einem Konzert im Haus der jungen Talente in Berlin, dessen Veröffentlichung im Jahr seiner Entstehung an den als wenig systemkonform empfundenen Texten scheiterte und der erst kurz vor Ende der DDR 1989 beim staatlichen Label Amiga erscheinen konnte.
Neben Pankow produzierte Kirchmann solistisch 1982/83 einige Songs beim Rundfunk der DDR. Das Lied Kinderspiel von Karma/Kirchmann erreichte Platz 17 der DDR-Jahreshitparade 1984. Im Frühjahr 1989 inszenierte Gert Hof am Theater in Altenburg das Stück Nina, Nina tam Kartina, Kirchmann schrieb dafür die Theatermusik. 1995 komponierte er die Musik für den Spielfilm Wer anhält stirbt von Olaf Kaiser und Alexander Ris mit Corinna Harfouch. 
Kirchmann spielte mit Pankow nach der Wende noch zwei Alben ein und verließ schließlich 1996 die Band. 1990 nahm er im Ensemble von Mikis Theodorakis an dessen Europa-Tournee teil und er arbeitete an dem Zyklus Sonne und Zeit. Bei ARTE erschien dann in der Reihe MUSIC PLANET ein Film, in dem Theodorakis verkündet: „Das, was die Arbeit von Kirchmann ausmacht, ist, dass er die Verzweiflung, die in den Liedern steckt, sehr gut musikalisch umsetzt.“
In der Zeit vom Dezember 1996 bis zum September 2002 arbeitete er mit der Berliner Chansonsängerin und Schriftstellerin Annette Berr zusammen, wobei ein Live-Album und die CD Mascara entstand. 
Von 1997 bis 1999 spielte er im Sommer in Weilheim in Bayern am Theater (Die heilige Johanna von George Bernard Shaw und Jedermann von Hugo von Hofmannsthal). Nebenbei schrieb er 1998 einen Teil der Songs für den Film Abendland von Fred Kelemén und spielte eine Nebenrolle als Barpianist. 1999 komponierte er die Filmmusik für den Film Tolle Lage von Sören Voigt, Michi Fanselow (ein ehemaliger DDR-Schlagersänger) spielte in dem Film eine wichtige Rolle. Für den Film Drei Stern Rot von Olaf Kaiser komponierte er 2001 die Filmmusik.